# Raphitominae
Raphitominae, trước năm 2011 được xếp là Raphitomidae, là một phân họ ốc trong họ Conidae.

## Các chi
- Acrobela Thiele, 1925
- Bellardiella Tapparone Canefri, 1883
- Buccinaria Kittl, 1887
- Daphnella Hinds, 1844
- Gymnobela Verrill, 1884
- Homotoma Bellardi, 1875
- Kermia Oliver, 1915
- Pleurotomella Verrill, 1872
- Raphitoma Bellardi, 1848
- Taranis Jeffreys, 1870
- Thatcheria Angas, 1877

Các chi đồng danh pháp
- Allo Jousseaume, 1934: syn. Taranis Jeffreys, 1870
- Clathurina Melvill, 1917: syn. Kermia Oliver, 1915
- Cordiera: syn. Cordieria Rouault, 1848
- Eudaphne Bartsch, 1931: syn. Daphnella Hinds, 1844
- Leufroyia Monterosato, 1884: syn. Raphitoma Bellardi, 1848
- Ootoma Koperberg, 1931: syn. Buccinaria Kittl, 1887
- Ootomella Bartsch, 1933: syn. Buccinaria Kittl, 1887
- Pionotoma Kuroda, 1952: syn. Buccinaria Kittl, 1887
- Rhaphitoma: syn. of Raphitoma Bellardi, 1848
- Speoides Kuroda & Habe, 1961: syn. Gymnobela Verrill, 1884